# Alpinia regia
Alpinia regia är en enhjärtbladig växtart som beskrevs av Karel Heyne och Rosemary Margaret Smith. Alpinia regia ingår i släktet Alpinia och familjen Zingiberaceae.
Artens utbredningsområde är Moluckerna. Inga underarter finns listade i Catalogue of Life.